# Joseph zu Stolberg-Stolberg
Joseph Christian Ernst Ludwig Graf zu Stolberg-Stolberg (* 21. Juni 1771 in Stolberg (Harz); † 27. Dezember 1839 ebenda) war ein deutscher Politiker.

## Leben und Wirken
Er war der Sohn des regierenden Grafen Carl Ludwig zu Stolberg-Stolberg (1742–1815).
Mit einer Virilstimme in der Kurie der Prälaten, Grafen und Herren war er 1825 Mitglied des Provinziallandtags der preußischen Provinz Sachsen. Er verließ am 2. November 1825 den Landtag und ließ sich durch Graf Hermann zu Stolberg-Wernigerode vertreten.
Ferner war er erbliches Mitglied der Ersten Ständekammer des Königreichs Hannover und sächsischer Kammerherr. Außerdem ist er Begründer des Bonifatius-Vereins.
Am 22. Mai 1819 heiratete er in Berlin nach Abschluss eines Ehevertrages seine Nichte Louise zu Stolberg-Stolberg (1799–1875), die als Lyrikerin und Übersetzerin bekannt wurde. Mit ihr hatte er fünf Kinder: Alfred (1820–1903), Mathilda (1823–1873), Elisabeth (1825–1907), Maria (1835–1872) und Luise (1835–1872). Daneben hatte er mit Charlotte Ulbricht außereheliche Kinder.